# HMS Indefatigable (1784)
HMS Indefatigable fu un vascello di terza classe di classe Ardent disegnato da Sir Thomas Slade nel 1761 per la Royal Navy.
Costruita come vascello da sessantaquattro cannoni, il suo servizio attivo si svolse dopo la conversione in una fregata pesante da quarantaquattro cannoni.
Ebbe una lunga carriera sotto molti comandanti illustri, prestando servizio durante tutte le Guerre Rivoluzionarie Francesi e le Guerre Napoleoniche. Catturò ventisette prede, da sola o in squadra.

## Costruzione
L'Indefatigable fu commissionata a il 3 agosto 1780 (molto dopo la morte di Slade), la sua chiglia venne impostata nel maggio del 1781 ai Bucklers Hard di Henry Adams nel Hampshire. Fu varata all'inizio del luglio 1784 e equipaggiata tra l'11 luglio e il 13 settembre dello stesso anno alla Base navale di Portsmouth come un vascello di terza classe da sessantaquattro cannoni. Il costo totale della sua costruzione, compreso montaggio e ramatura fu di trentaseimila e centocinquantaquattro sterline e diciotto scellini. Per quando fu pronta, il suo ruolo come vascello di linea era già superato, dato che i francesi costruivano ormai le più potenti navi da settantaquattro cannoni. Non fu mai utilizzata in questo ruolo.

## Modifiche
Nel 1794 fu modificata: il suo ponte cannoni superiore fu eliminato e la nave fu convertita in una fregata pesante. L'intenzione originale era di mantenere i ventisei cannoni da ventiquattro libbre nel ponte inferiore e di montarne otto da dodici libbre sul cassero di poppa e altri quattro sul castello di prua, rendendola così una nave da trentotto cannoni. Data la crescente popolarità in quel periodo della carronata, il suo armamento fu modificato il 5 dicembre 1794 con l'aggiunta di quattro pezzi da quarantadue libbre a poppa e due a prua. L'Indefatigable fu così classificata come una fregata di quinta classe da quarantaquattro cannoni, insieme con la Magnanime e la Anson, che furono convertite nello stesso periodo. Il lavoro fu portato a termine a Portsmouth tra il settembre 1794 e il febbraio 1795 con un costo complessivo di ottomila e settecentosessantaquattro sterline. Il 17 febbraio 1795, altri due cannoni da dodici libbre furono aggiunti al cassero di poppa, anche se la sua classe ufficiale rimase invariata.

## Le guerre rivoluzionarie francesi

### Capitano Sir Edward Pellew
L'Indefatigable fu commissionata per la prima volta nel dicembre 1794 sotto il capitano Sir Edward Pellew, che la comandò fino all'inizio del 1799.

## Smantellamento
L'Indefatigable fu radiata nel 1815. Fu smantellata a Sheerness nell'agosto del 1816.

## Nella letteratura
- C. S. Forester scelse l'Indefatigable di Pellew come nave su cui ambientare il romanzo Guardiamarina e tenente Hornblower (Mr. Midshipman Hornblower), sulla quale il suo personaggio Horatio Hornblower inizia la sua carriera come guardiamarina. La Battaglia di Cabo de Santa Maria è rappresentata da Forester nel romanzo Hornblower and the Hotspur. L'Indefatigable è ancora più importante nella miniserie televisiva Hornblower.
- Patrick O'Brian rappresenta la battaglia di Cabo de Santa Maria nel romanzo Costa sottovento (Post Captain), il secondo della serie di Aubrey e Maturin.
- Alexander Kent menziona la battaglia di Cabo de Santa Maria in un suo racconto.